# Estação Ferroviária de Massamá-Barcarena
A Estação Ferroviária de Massamá-Barcarena, anteriormente denominada de Tercena-Barcarena e originalmente Apeadeiro de Barcarena, é uma interface da Linha de Sintra, servindo as freguesias de Massamá e Barcarena, no Distrito de Lisboa, em Portugal, tendo entrado ao serviço em 2 de Abril de 1887.
Fazendo parte da Linha de Sintra, está integrada na rede de comboios urbanos de Lisboa da operadora Comboios de Portugal. Foi profundamente modificada durante o projeto de modernização da Linha de Sintra, que incluiu a quadruplicação da via férrea, tendo a nova estação sido inaugurada pela Rede Ferroviária Nacional em 6 de Maio de 2013.

## Descrição

### Localização
Esta gare situa-se entre a Avenida da República e Rua Comendador Álvaro Vilela, em Tercena (Oeiras), e a Avenida 25 de Abril em Massamá (Sintra). Inclui-se num troço da Linha de Sintra em que a ferrovia constitui a fronteira entre os dois concelhos.

### Infraestrutura
Em Janeiro de 2011, contava com duas vias de circulação. A estação foi posteriormente expandida para quatro vias de circulação, devido a obras de modernização.

### Serviços
Esta estação é servida por comboios de passageiros da CP: urbanos (Linha de Sintra).

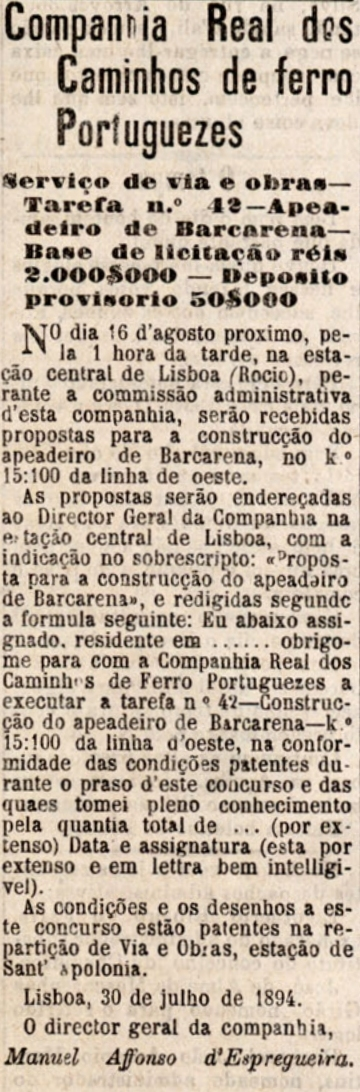
Abertura do concurso para o Apeadeiro de Barcarena, em 1894.

## História

### Século XIX
A estação de Massamá-Barcarena insere-se no lanço da Linha de Sintra entre Alcântara-Terra e Sintra, que entrou ao serviço no dia 2 de Abril de 1887, pela Companhia Real dos Caminhos de Ferro Portugueses. Esta interface era considerada de grande importância, uma vez que servia a Fábrica da Pólvora de Barcarena, motivo pelo qual a sua construção foi custeada pelo Ministério da Guerra.
Em 1895, a via foi duplicada entre Campolide e Agualva-Cacém.

### Século XX
Em 1934, a estação de Barcarena ficou em quinto lugar, no concurso de ajardinamento das estações da Linha de Sintra, e em 1936 recebeu uma menção honrosa.

### Século XXI
Após a abertura da inicialmente denominada estação de Queluz-Massamá, em 1995,[carece de fontes?] evidenciou-se o facto desta última localidade ser mais bem servida pela estação de Tercena-Barcarena; na sequência de uma campanha pela alteração dos nomes das estações, esta foi prometida para finais de 2004 pela Refer, operadora das instalações ferroviárias à época.
| nome anterior     | nome novo         |
| ----------------- | ----------------- |
| Queluz-Massamá    | Monte Abraão      |
| Tercena-Barcarena | Massamá-Barcarena |
| Queluz-Belas      |                   |

#### Modernização
Em Junho de 2007, estava planeada a realização de obras desde Novembro daquele ano até finais de 2011, relativas à quadruplicação da Linha de Sintra entre os quilómetros 13,750 e 18,200, e à remodelação das estações de Agualva-Cacém e Massamá-Barcarena. No entanto, em Novembro de 2007, o início dos trabalhos já tinha sido atrasado para Janeiro de 2008, mantendo-se a previsão de Novembro de 2011 como fim das obras. A intervenção na estação de Massamá-Barcarena incluía a construção de uma passagem superior pedonal, um parque de estacionameno subterrâneo com dois pisos, uma nova interface para transportes públicos, um jardim infantil, e a reorganização, arranjo e repavimentação das ruas próximas da linha ferroviária e de acesso à nova estação. Todas estas obras iriam traduzir-se numa maior intermodalidade entre os meios de transportes, o aumento das condições de segurança, assim como a optimização do serviço prestado e a melhoria da acessibilidade a indivíduos portadores de deficiência motora. Entretanto, em 17 de Setembro de 2007 a empresa adjudicou a construção da passagem pedonal à empresa MTR - Gestão, Consultadoria & Comércio, no valor de 248.989 Euros. Aquela estrutura deveria ficar provisoriamente situada junto à entrada da estação, enquanto decorressem as obras de quadruplicação e de remodelação, e teria cerca de dois metros de largura e um vão de trinta metros de comprimento, ficando desde logo preparada para a quadruplicação da linha. De forma a facilitar a utilização por parte dos utentes de mobilidade reduzida, o acesso deveria ser feito através de uma rampa do lado de Massamá, e de um elevador e escadas do lado de Tercena.
Em Janeiro de 2010, a empresa Comboios de Portugal informou que iriam ocorrer perturbações na circulação dos comboios entre Monte Abraão e Sintra, devido às obras de quadruplicação do lanço entre Barcarena e Cacém. Em 2011, ainda estava a decorrer a quadruplicação da linha férrea, e já tinha sido iniciada a construção da nova estação de Massamá Barcarena. Ambas as obras foram financiadas por fundos comunitários.
Em 2013, foi construído o parque de estacionamento da estação de Massamá - Barcarena, tendo originalmente capacidade para 585 viaturas ligeiras e 50 motorizadas. Porém, apesar de pronta a funcionar, aquela estrutura permaneceu encerrada, tendo em Maio de 2014 sido prevista a sua concessão pela Rede Ferroviária Nacional à Empresa Municipal de Estacionamento de Sintra. Porém, o edifício só passou a ser concessionado pela autarquia em Setembro de 2016, já pela empresa Infraestruturas de Portugal. De forma a proceder à abertura daquele espaço, o município iniciou uma série de obras, incluindo a reestruturação do espaço para acomodar 552 viaturas ligeiras, 38 motorizadas e 36 bicicletas, a substituição ou a manutenção de vários equipamentos, a reorganização da circulação no seu interior, e a instalação de sinalética e de um sistema de video-vigilância. O parque de estacionamento entrou ao serviço em 25 de Abril de 2017, numa cerimónia que contou com a presença do presidente da Câmara de Sintra, Basílio Horta, e de António Laranjo, presidente da empresa Infraestruturas de Portugal.
Em Julho de 2019, a autarquia de Sintra informou que iria instalar câmaras de vigilância em cinco estações ferroviárias no concelho, incluindo em Massamá Barcarena, num investimento de cerca de três milhões de Euros.